# ヘラート

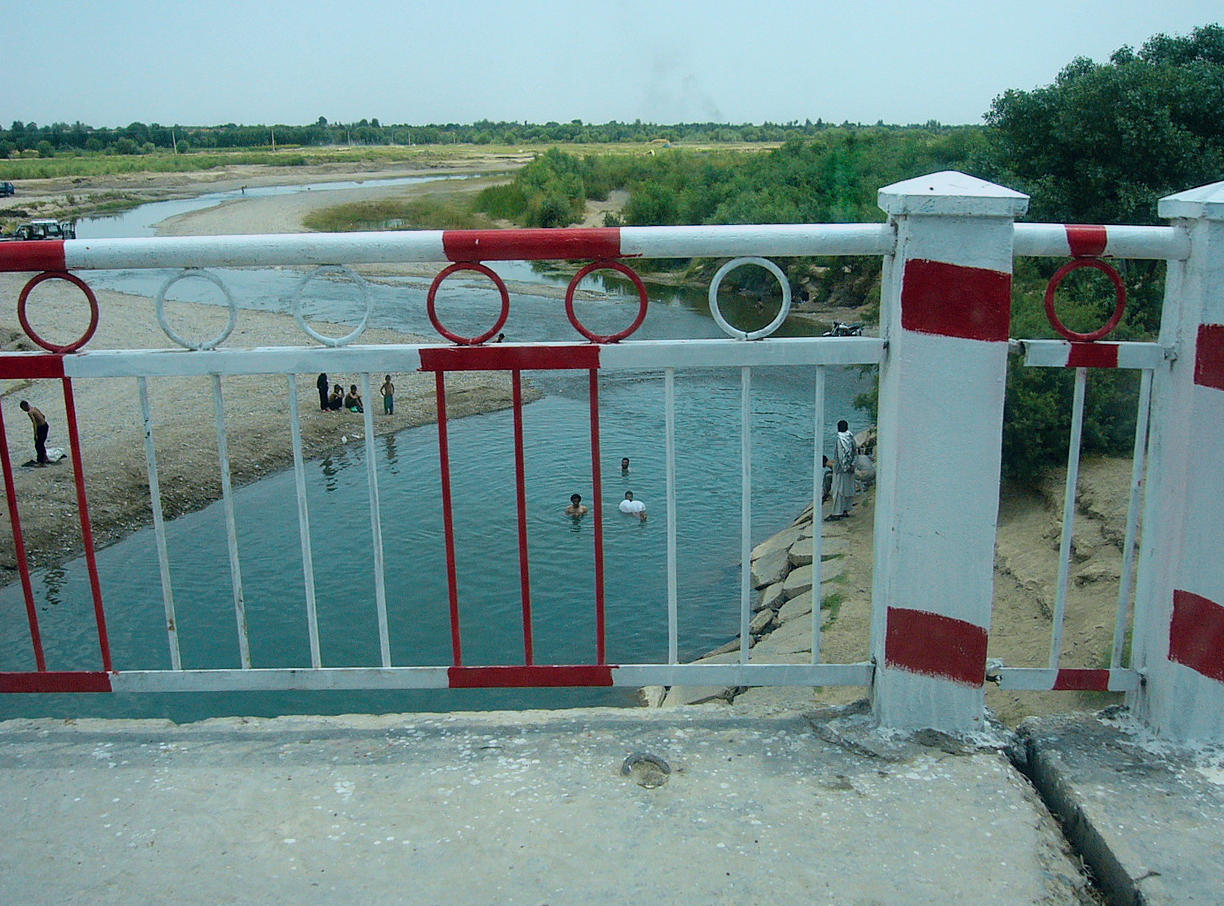
ハリー・ルード川

ヘラート（ダリー語 : هرات Herāt）は、アフガニスタンの都市。ハリー川の河谷に形成された肥沃なオアシスに位置し、古にはワイン生産地として名高かった。国内第3の人口を擁する (2006年の公式推計で349,000人) 同国北西部の最重要都市で、現在はヘラート州の州都である。住民はスンナ派またはシーア派のペルシア語系タジク人中心で、主にダリー語が話される。
アフガニスタン北西部からイラン北東部、トルクメニスタン南部にまたがったホラーサーン地方の東部に位置し、中央アジアとインド亜大陸、西アジアを結ぶ重要な交易路上にあって古来より栄え「ホラーサーンの真珠」とその繁栄を謳われた。ペルシア語系タジク人が住民の多数を占めることからもうかがえるように、ヘラートを含むアフガニスタン北西部のハリー・ルード水系地域は、歴史的にはアフガン（パシュトゥーン）よりもイランの文化圏に属した。その歴史の古さは、古代ペルシア帝国の碑文に名が記されているほどで、現在も多くの歴史的建造物に恵まれている。もっとも、多くの遺跡が近年の激しい内戦によって損傷を受けている。ヘラートからイラン、トルクメニスタン、マザーリシャリーフ、カンダハールに通じる複数の幹線道路は、現在もなお戦略的に重要である。
市長はザナ・ワヒド。

## 歴史

### 古代のヘラート
ヘラートが文字上の記録に現れるのはきわめて古く、紀元前5世紀にアケメネス朝のダレイオス1世がペルセポリスに残した碑文に既に、ハライヴァという名前であらわれる。ハライヴァは、現在のヘラートを中心とするオアシス都市国家を形成していた。
紀元前330年、マケドニア王国のアレクサンドロス大王がハライヴァを占領し、この地にギリシャ人の都市を立てた。ハライヴァはギリシャ語の記録ではアレイア（Αρία/Aria/Areia, ラテン語：Aria/アーリア, 古代ペルシャ語：アレイヴァ）とされていたので、この町は古典古代のギリシャ、ローマには「アレイアのアレクサンドリア」（Alexandreia Areion）という名前で伝えられることになる。
ハライヴァはアレクサンドロスの死後はセレウコス朝の支配下に入り、さらにパルティアを経てサーサーン朝に併合された。サーサーン朝のシャープール1世の残した碑文にはハレーウの名前であらわれるヘラートは、イラン東部にあって山岳地帯や草原地帯の遊牧民との国境地域における軍事拠点として重要視されていたことがわかっている。484年にはエフタルに占領されたこともあったが、基本的にはサーサーン朝のもとでイラン文化圏の一部となっていった。

### イスラム時代
652年、イスラム帝国のアラブ人がホラーサーン地方を征服すると、それからまもない時期にヘラートもイスラム共同体（ウンマ）の支配下に入った。ウマイヤ朝期のホラーサーンには支配者として多くのアラブ人が入植し、ヘラートは帝国の辺境であったがためにしばしば宗教と政治をめぐるアラブ人同士の争いの舞台となった。
8世紀にウマイヤ朝にとってかわったアッバース朝のもとではイスラム教を受容したイラン系の原住民が都市の主導的な役割を再び握るようになり、東方イスラム世界を代表する貿易都市のひとつとして栄えた。アッバース朝が衰え中央アジアでイスラム諸王朝の興亡が激しくなるとヘラートの支配者もめまぐるしく交代したが、12世紀の後半にもともとヘラートの東方にあたるハリー・ルード川上流の山岳地帯の地方王朝であったゴール朝がヘラートを奪取。ゴール朝の最盛期を築いたギヤースッディーン・ムハンマドはヘラートを事実上の首都とし、1201年に現存する金曜モスクを建立するなど、ヘラートの繁栄は一度目の頂点に達した。
しかし、ギヤースッディーンの死後にゴール朝は急速に衰え、ヘラートを含めてホラズム・シャー朝に併合される。1219年よりモンゴル帝国のチンギス・ハーンが行った西方遠征により、ホラズム・シャー朝支配下の中央アジアの諸都市は壊滅的な打撃を受けるが、ヘラートもその例外とはならなかった。
1221年、モンゴル軍はヘラートを攻略し、その城塞を破壊した。多くの住民が殺害され、モンゴル軍の目から逃れて生き残った住民も、破壊された都市に帰って城塞を建て直そうとしたために翌年再びモンゴル軍の侵攻を受け、ヘラートは二度にわたって徹底的な破壊を受け、ほとんど廃墟と化したといわれる。

金曜モスク
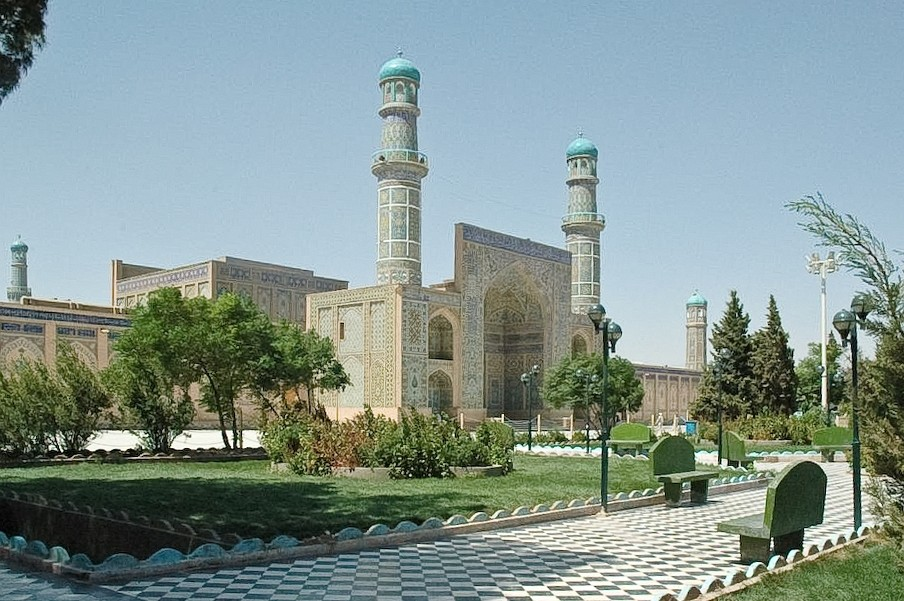
ヘラートの金曜モスク
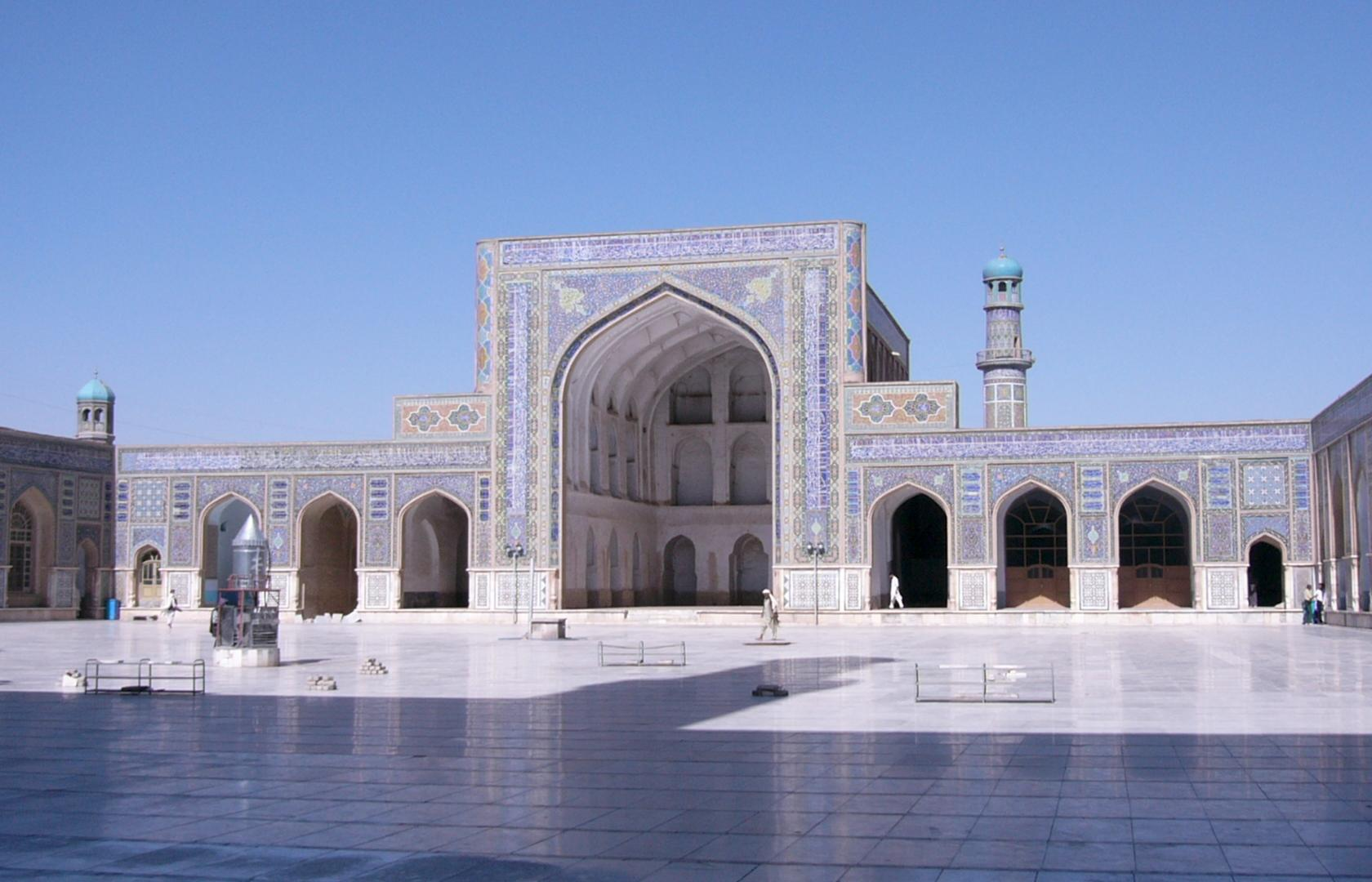
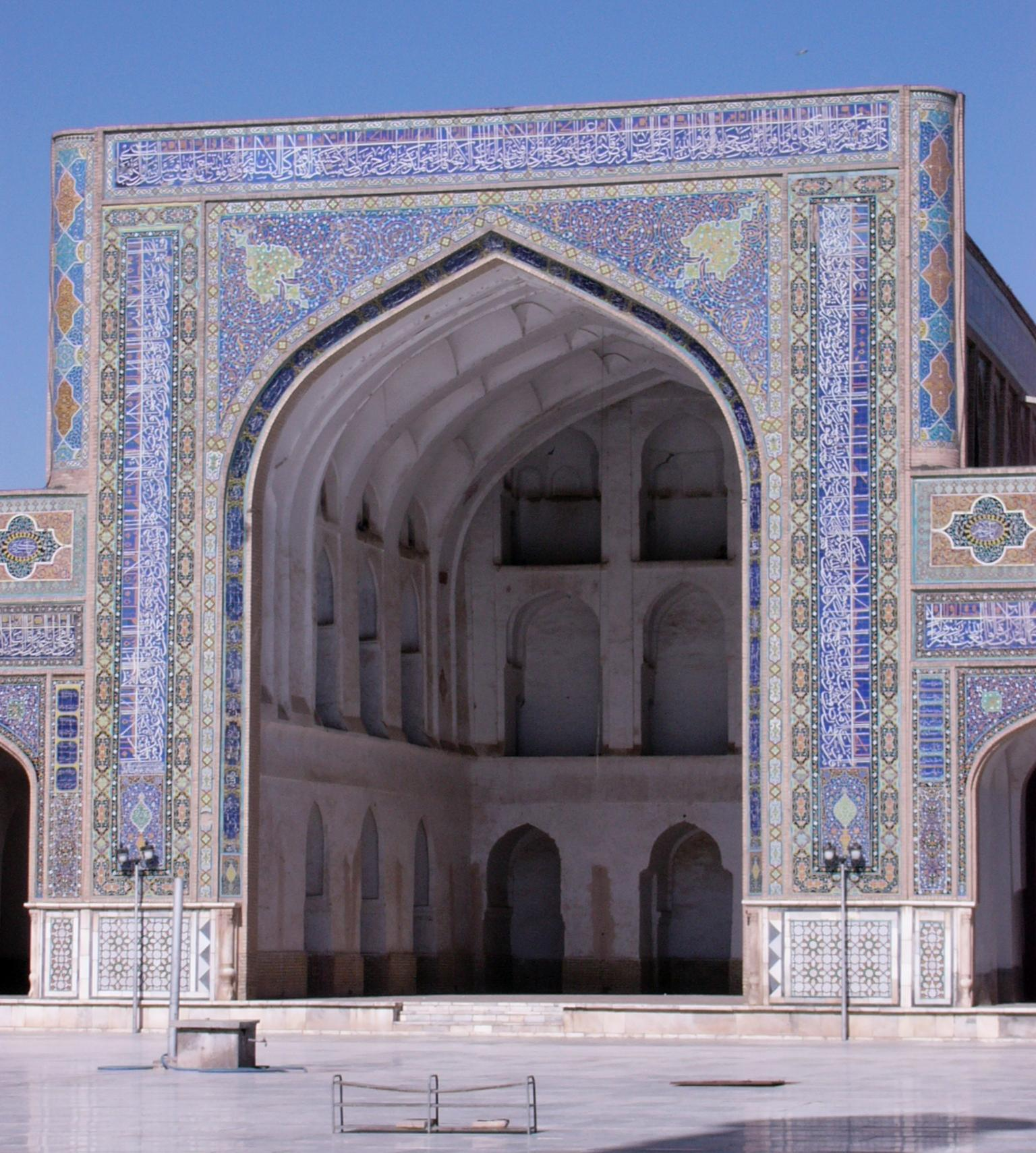
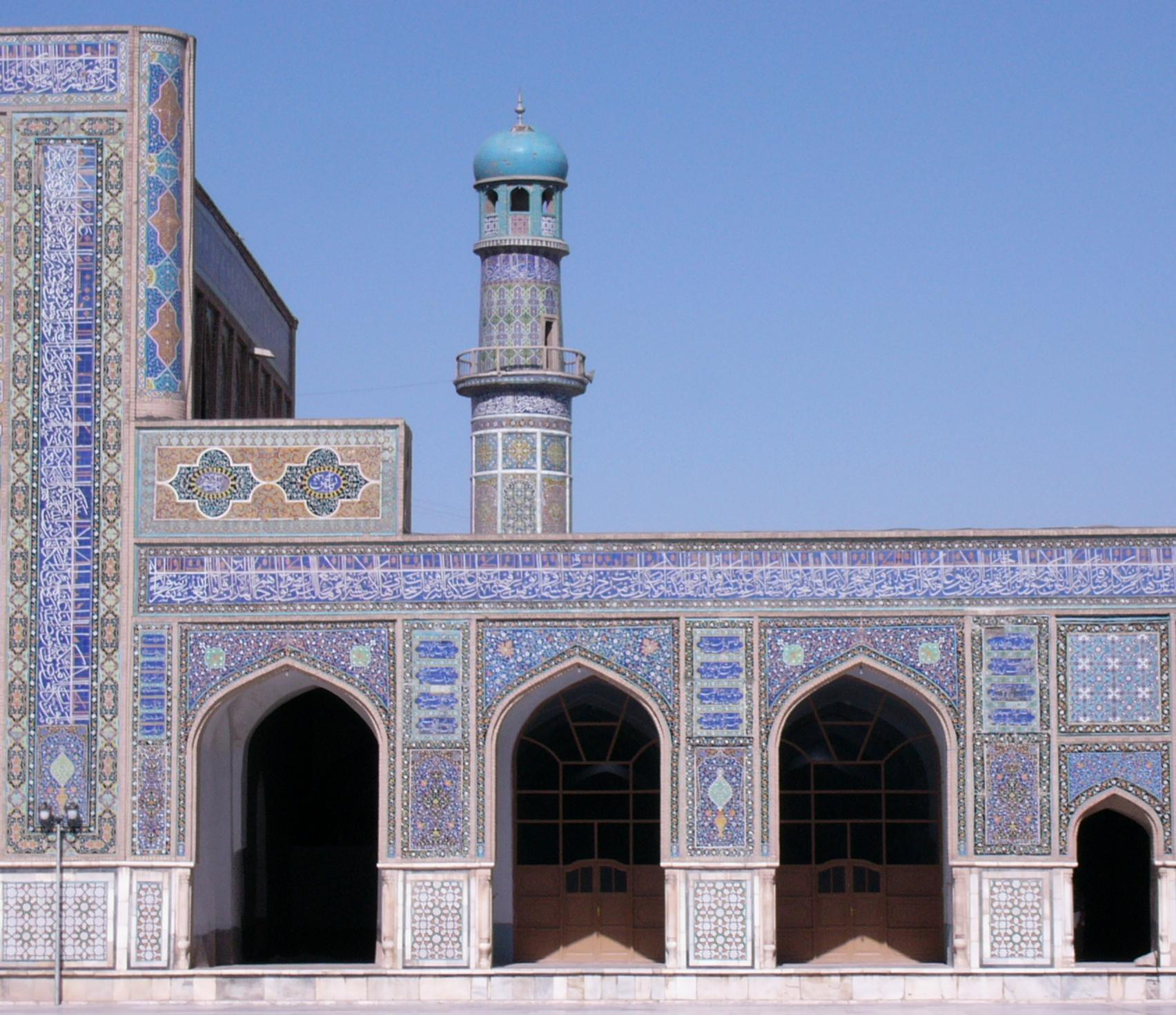
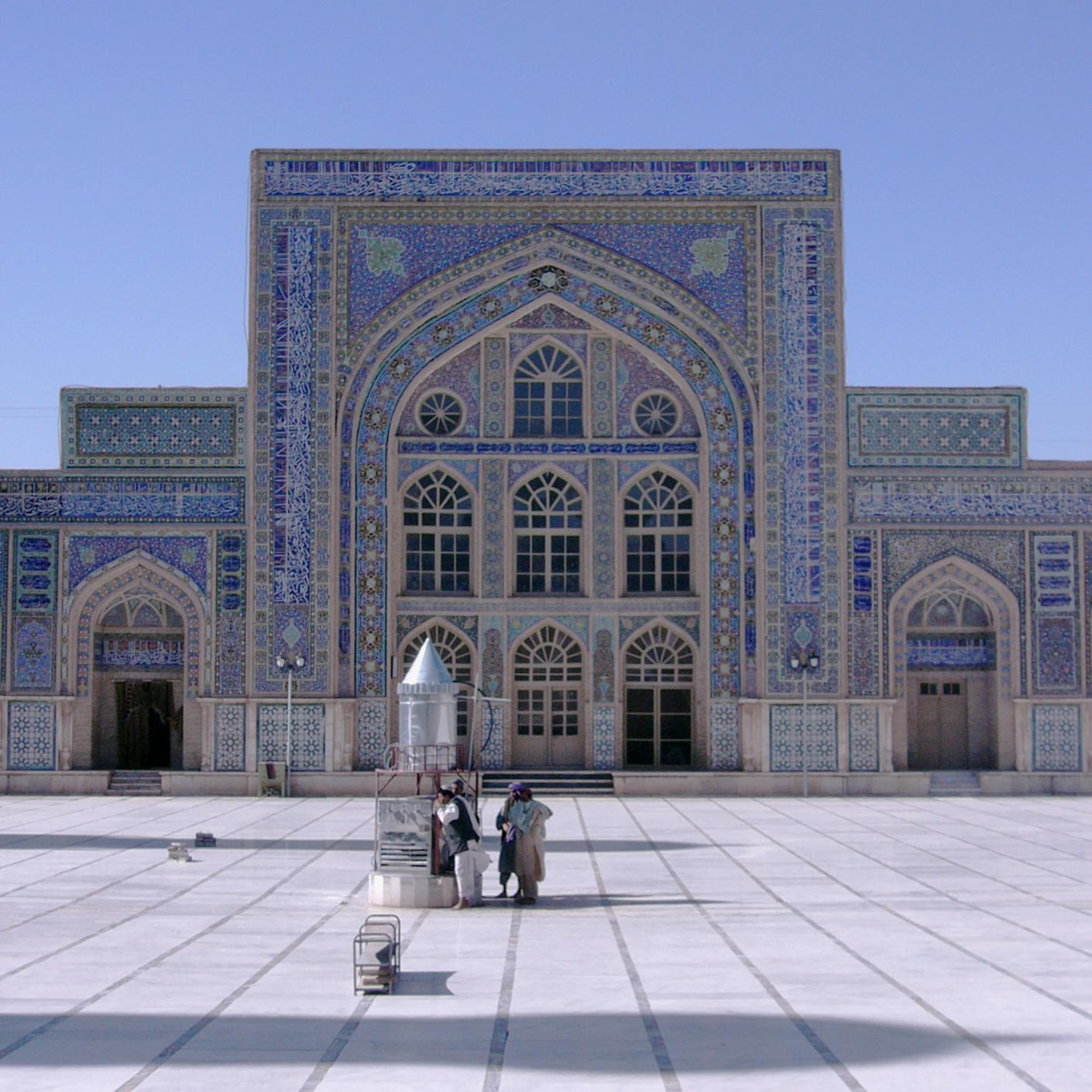

### ヘラートの復興と繁栄

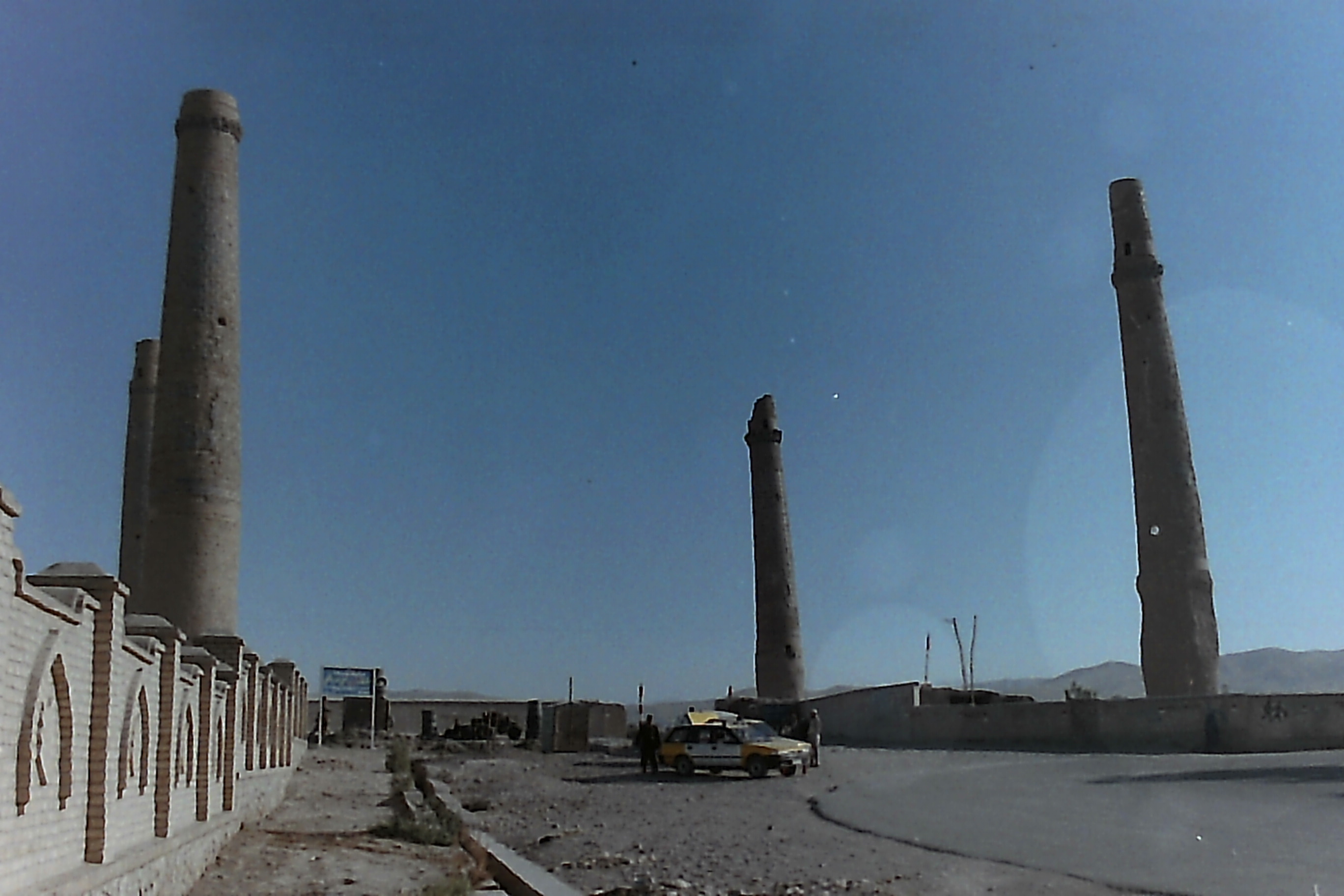
シャー・ルフの妻ゴハール・ジャッドの霊廟跡に残るミナレット

ヘラートはモンゴルの破壊によって一度は荒廃したが、まもなく土着のイラン系豪族クルト家のもとで復興を遂げた。
シャムスッディーン・クルトはモンゴル帝国の侵攻時にいち早くモンゴルに帰順して難を逃れており、モンゴルの支配のもとでかつての住民を集め、ヘラートの再建にとりかかった。1255年、クルト家はホラーサーンの支配権を握った王族フレグによってヘラートの世襲統治権を認められ、フレグの子孫がイランに立てたイルハン朝の宗主権下に服す地方政権クルト朝を立てた。ヘラートは、現在のアフガニスタン一帯を支配するクルト朝の首都となり、めざましい復興を遂げた。
1380年には中央アジアの新たな支配者ティムールがヘラートを征服し、首都を失ったクルト朝はまもなく滅び、ティムールの四男シャー・ルフが新たな支配者となる。1409年、ヘラートを中心にホラーサーンの支配を固めたシャー・ルフは首都サマルカンドを制圧してティムール死後の後継者争いの最終的な勝者となるが、彼はそのままヘラートに留まりつづけたのでヘラートがティムール朝の首都となり、その支配のもとでヘラートは歴史上でもっとも繁栄した時代を迎える。15世紀を通じてヘラートにはティムール朝の中心が置かれ、シャー・ルフやフサイン・バイカラなどの文化・文芸を愛好した君主のもとで多くの建造物が築かれ、ペルシア語やチャガタイ・トルコ語で優れた詩文が書かれるなど、東方イスラム世界の文化的な発展の頂点に立った。この時代にトルコ人によって育まれたイスラーム文化を、トルコ・イスラーム文化という。15世紀初頭、明の永楽帝の命を受けた陳誠が、陸路でこの地（「哈烈」と記録されている）を訪れている。
しかし、フサイン死後の1507年にヘラートはウズベクのシャイバーン朝によって征服されたのを皮切りに、1510年にはサファヴィー朝のイスマーイール1世が占領するなど、ウズベクとサファヴィー朝による争奪の的となった。この長年にわたった紛争の結果、ヘラートの繁栄は衰え、国境地帯の辺境都市に過ぎなくなっていった。

### 近現代のヘラート

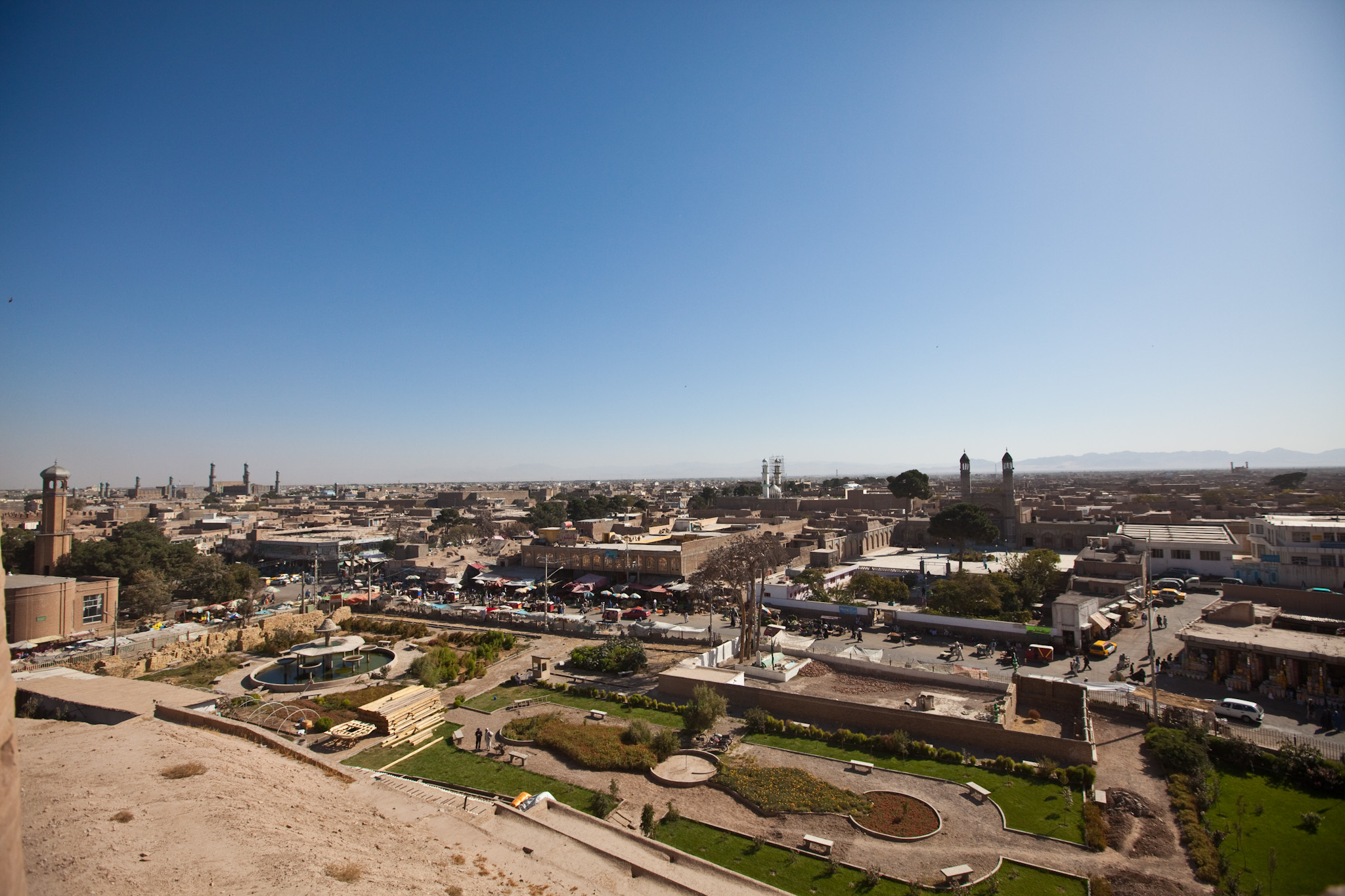
ヘラート市街

1716年、ヘラートはカンダハールを都とするパシュトゥーン人（アフガン人）勢力の手に落ちた。これ以来、ヘラートを巡る紛争はイランを支配する王朝とアフガニスタンを支配する王朝の手に移る。1729年にはサファヴィー朝のナーディル・クリー・ハーン（ナーディル・シャー）によって奪還されるが、1747年にナーディルが暗殺されると、ナーディルの元部下のパシュトゥーン人アフマド・ハーン・アブダーリーことアフマド・シャー・ドゥッラーニーが自立して建国したドゥッラーニー朝（現在のアフガニスタン）の支配下に入った。
19世紀に入ると、アフガニスタンでのバーラクザイ朝への王朝交代を経て、イランのカージャール朝はヘラートの奪取を目指してアフガニスタンへと侵攻、イランとアフガニスタンの紛争が再燃した。
1856年、カージャール朝軍はついにヘラートを占領する。しかし、ここでアフガニスタンをロシアとの緩衝国として保護国化することをねらっていたイギリスが介入した。イギリスは、前年にアフガニスタンと結んでいたペシャーワル条約の領土保全条項にもとづいてカージャール朝に圧力をかけ、1857年、パリでイギリス・ペルシア平和条約を結んだ際にその条件の一環としてヘラートを放棄させた。これにより、ヘラートはアフガニスタンへの帰属が確定し、その地方都市となった。

### ソビエト連邦が介入した時代
1979年にソビエト連邦のアフガニスタン侵攻が始まると、ソ連との国境に近いヘラートではタジク系の軍人イスマーイール・ハーンがソ連に対する抵抗戦を繰り広げた。1992年にムジャーヒディーンの連合政権が設立されるとヘラート州知事となったイスマーイール・ハーンは、ヘラートを本拠地としてタジク人の有力軍閥を形成し、アフガニスタン内戦では同じくタジク人のブルハーヌッディーン・ラッバーニー大統領の派に属した。しかし1995年9月5日、パシュトゥーン人中心のターリバーンによってヘラートは攻略された。

### アメリカ合衆国が介入していた時代

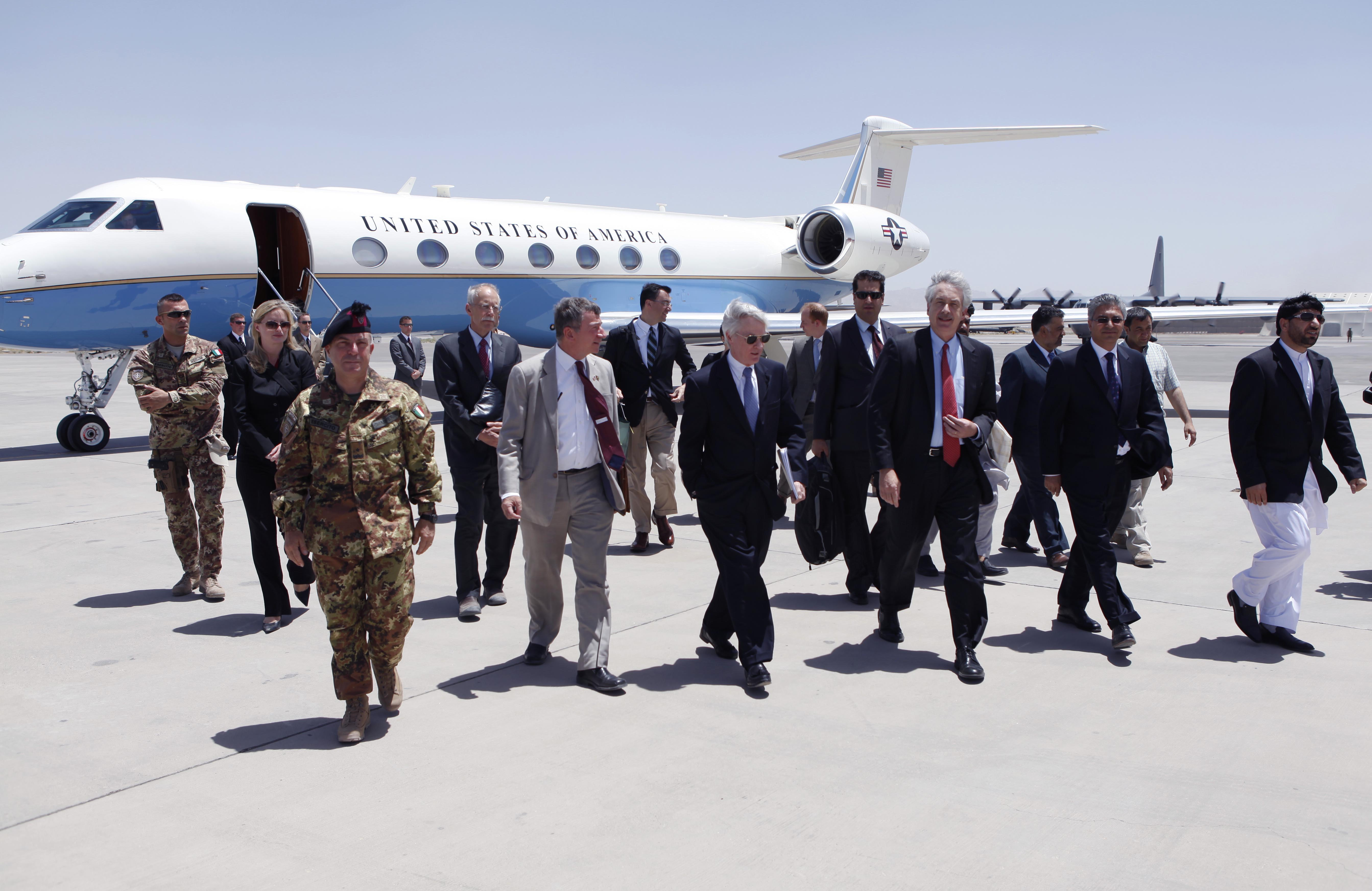

2001年、アメリカのアフガニスタン侵攻が始まると、同年11月12日にヘラートは亡命先のイランから帰国したイスマーイール・ハーンの軍閥によって奪還され、イスマーイール・ハーンが州知事に返り咲いた。しかし、アフガニスタンの移行政権においては軍閥解体を掲げるハーミド・カルザイ大統領と、主要な軍閥であるイスマーイール・ハーン派の対立が深まっているとされ、2004年9月にはイスマーイール・ハーンが中央政府の鉱工業相への異動を命ぜられたのをきっかけに州知事職を辞任。さらにこれに刺激されて州知事支持派による暴動が起こり7人が死亡するなど、不穏な情勢が続いた。
2007年現在、ハーミド・カルザイ大統領率いるアフガニスタン中央政府によってヘラートは完全に掌握されている。NATOの平和維持軍も市内外に展開し、政府による治安維持を支援している。

### 2021年以降のターリバーン政権下
2021年8月13日、ターリバーンの攻勢によりヘラートは制圧された。イスマーイール・ハーンは市内にとどまり、ターリバーンに一時拘束された。市内は平穏を取り戻し、数日後には女子生徒が学校へ通学する姿も見られるようになった。一方、ターリバーンが1990年代に行った極端な原理主義の再導入を危惧して、9月3日には女性によるデモも発生した。
2021年9月25日、ターリバーンは射殺した誘拐犯とされる男の遺体を中央広場に運び、見せしめのためにクレーンで吊るした。